# Essche-Saint-Liévin
 Essche-Saint-Liévin (Sint-Lievens-Esse en néerlandais) est une section de la commune belge de Herzele dans le Denderstreek sur le Molenbeek-Ter Erpenbeek située en Région flamande dans la province de Flandre-Orientale. C'était une commune à part entière avant la fusion des communes de 1977.

## Histoire
En 1645, sont données à Madrid des lettres érigeant en vicomté la terre et seigneurie d'Oomberge, à laquelle sont jointes les seigneuries de Saint-Liévin, Oosche et Schoonberghe au profit de Gaspard Damman. Écuyer, Gaspard Damman est seigneur d'Oomberge, Essche, Velaine, Bus, Burchgracht, Vromenhove, Cercouteren et Monnaux. Il est chef de nom et armes de la maison Damman, l'une des plus nobles  et anciennes de la ville de Gand, alliée à de nombreuses familles nobles.

## Démographie

### Évolution démographique
- Sources : INS, Rem. : 1831 jusqu'en 1970 = recensements, 1976 = nombre d'habitants au 31 décembre[4].

## Patrimoine
L'ancienne église a été démolie en 1774, et la nouvelle date de 1856. Son orgue a été réalisée par le fabricant d’orgues Van Peteghem  (nl) en 1782. Dans le transept sud se trouvent les reliques de saint Brice (fils de saint Liévin), qui sont portées en procession lors de la fête de Saint Liévin. Outre sa fête annuelle du 12 novembre, elle a lieu tous les 50 ans depuis 1857 car il s’agit du patron de la localité tout comme de celle de Hautem-Saint-Liévin.

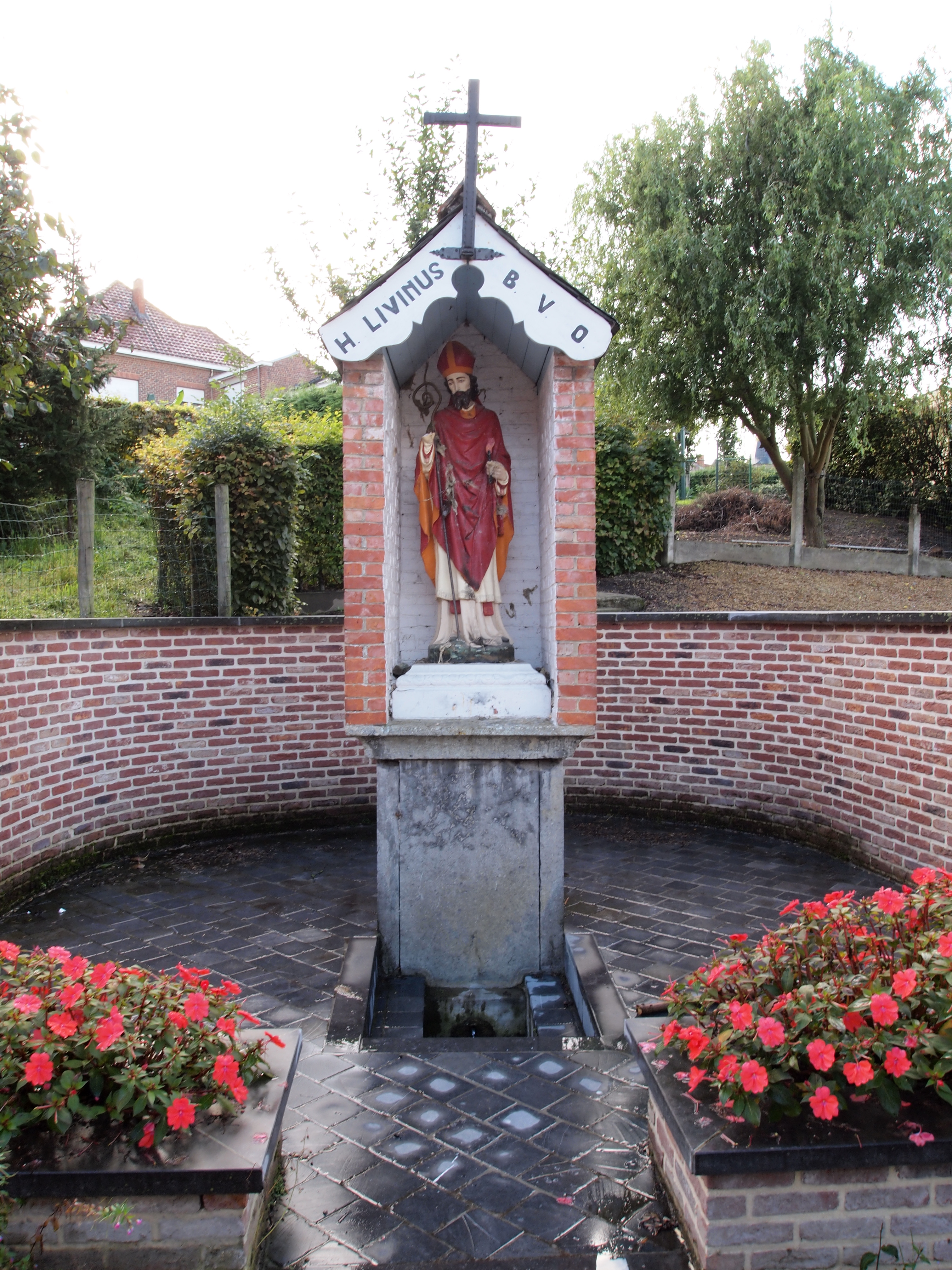
Chapelle St-Liévin à l'emplacement d'une source d'eau, lieu de pèlerinage.
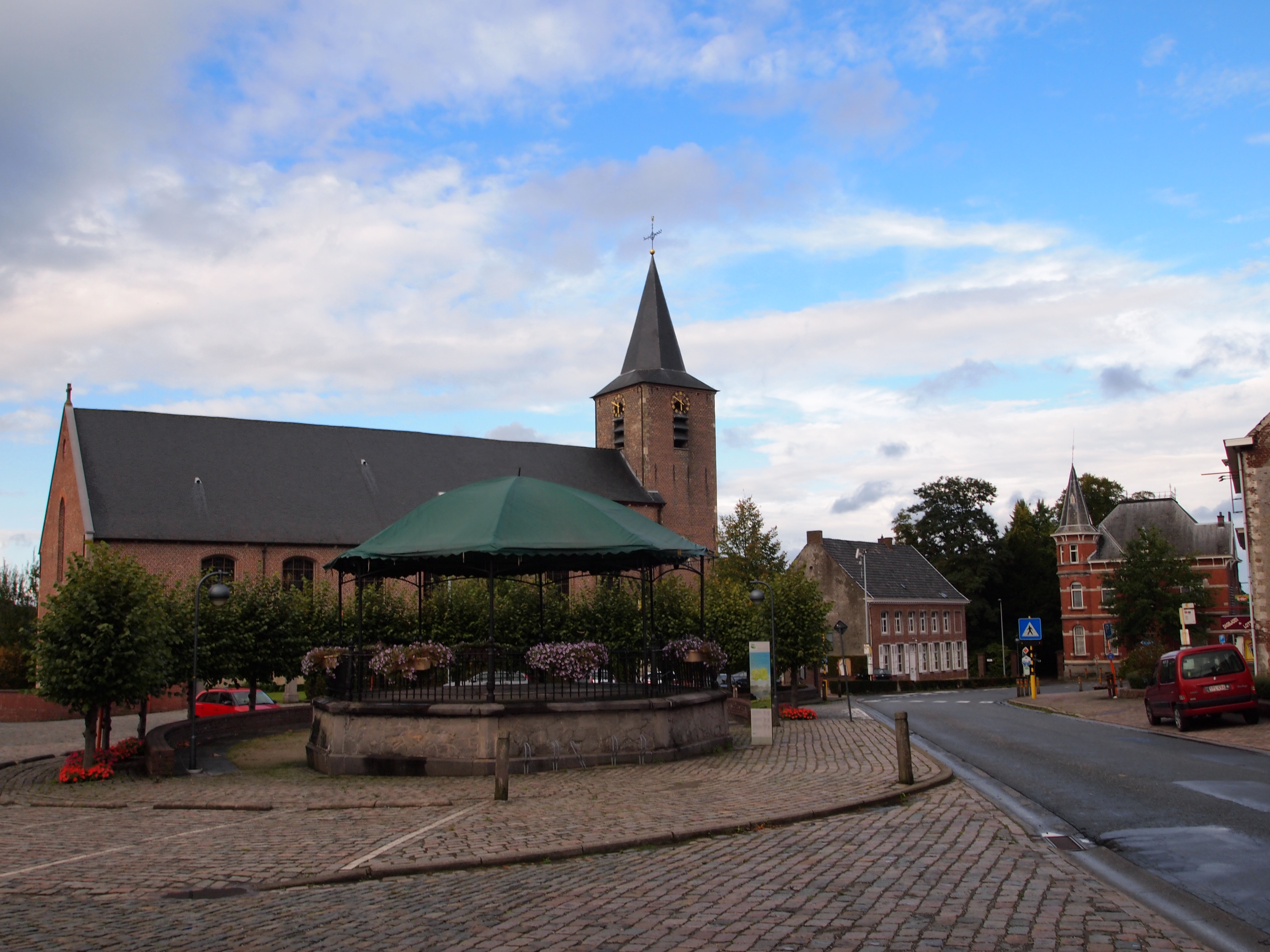
L'église Saint-Martin d'Essche-Saint-Liévin.

## Économie
Sur la place du village (Sint-Lievensplein), se trouve la brasserie Van Den Bossche fondée en 1898 produisant la bière d'abbaye Pater Lieven.